# Bunodophoron notatum
Bunodophoron notatum är en lavart som först beskrevs av Tibell, och fick sitt nu gällande namn av Wedin. Bunodophoron notatum ingår i släktet Bunodophoron och familjen Sphaerophoraceae.   Inga underarter finns listade i Catalogue of Life.